# Ivete Intimista
Ivete Intimista foi a segunda turnê promocional da cantora Ivete Sangalo, trazendo apenas as faixas românticas de sua carreira e revertendo toda a renda para instituições de caridades das cidades apresentadas. A ideia foi retirada do show realizado por ela em 2012 em Salvador para angariar fundos para o Hospital Martagão Gesteira, tendo boa recepção do público, gerando assim uma série de shows acústicos percorrendo outras cidades do Brasil e também ganhando outras datas beneficentes em Salvador.

## Desenvolvimento
"Sempre tive músicas românticas no meu repertório, desde a época da Banda Eva, e esse show é uma maneira de reunir todas, mas de forma mais intimista. A banda que me acompanha é menor e isso já deixa o palco diferente do show da turnê IS 20. É um show intimista mesmo."

— Ivete falando sobre o show.
Em 4 de dezembro de 2012 realizou um show com seu repertório romântico, sem nenhuma temática carnavalesca, no Teatro Castro Alves, em Salvador, no qual os ingressos revertidos em renda para angariar fundos para o Hospital Martagão Gesteira, da capital baiana. A apresentação seria uma única, porém, devido ao sucesso de público e boa repercussão, Ivete recebeu convites de outras cidades para realizar mais shows com este formato, levando-o em forma de turnê para outras cidades selecionadas pelo Brasil no ano de 2013, intitulando a série de concertos com o nome de Ivete Intimista. O repertório apenas com faixas baladas foi mantido, trazendo também um cenário personalizado, que em vez de grandes telões e dançarinos, era constituído de tapetes, grandes abajures e flores, com a banda atrás de Ivete, em um clima que pudesse simular a sala de uma casa, o mais intimista com o público possível, tendo ingressos variantes de 95 a 606 reais. A cantora passou por Porto Alegre em 27 de setembro de 2013, no Oi Araújo Vianna.
Em 9 de outubro de 2014 Ivete passou por Recife, revertendo a renda para a para construção do  Instituto de Oncologia do Instituto de Medicina Integral Professor Fernando Figueira (IMIP). Em Curitiba, cujo show foi realizado em 20 de novembro, a renda dos ingressos foram enviados aos hospital municipal. Em 2 de abril de 2015 realiza outro show da série, em Sertãozinho, revertendo a renda para Hospital do Câncer de Barretos, cidade vizinha. Em 5 de novembro de 2015 Ivete voltou a Recife para realizar o último show da digressão, revertendo os recursos novamente para o IMIP. Uma campanha foi criada por seguidores da cantora de João Pessoa para levar a turnê até a capital da Paraíba, na qual ela se apresentaria na Domus Hall, porém o projeto não chegou à repercutir com a cantora ou organizadores de eventos locais.

## Repertório
1. "Se Eu Não Te Amasse Tanto Assim"
2. "Agora Eu Já Sei"
3. "Meu Maior Presente"
4. "Medo de Amar"
5. "Deixo"
6. "Faz Tempo"
7. "Teus Olhos"
8. "Quando a Chuva Passar"
9. "Eu Nunca Amei Alguém como Te Amei"
10. "Meu Segredo"
11. "Easy"
12. "Me Levem Embora"
13. "Atrás da Porta"
14. "Coleção"
15. "Não Precisa Mudar"
16. "Muito Obrigado Axé"

## Datas
| Data                   | Cidade                  | País   | Local                      |
| ---------------------- | ----------------------- | ------ | -------------------------- |
| América do Sul         |                         |        |                            |
| 27 de setembro de 2013 | Porto Alegre            | Brasil | Teatro Oi Araújo Vianna    |
| 29 de março de 2014    | Venda Nova do Imigrante | Brasil | Centro de Eventos Polentão |
| 9 de outubro de 2014   | Recife                  | Brasil | Teatro Guararapes          |
| 20 de novembro de 2014 | Curitiba                | Brasil | Teatro Positivo            |
| 2 de abril de 2015     | Sertãozinho             | Brasil | Espaço Copercana           |
| 15 de novembro de 2015 | Recife                  | Brasil | Teatro Guararapes          |